# Житній ринок
Житній ринок — один з економічних центрів Києва, найдавніший діючий ринок Києва.

## Історія
Був розташований на Подолі. Бере свій початок з часів Київської Русі. Річка Глибочиця розділяла площу Житнього ринку на дві частини. Навколо площі у 1-й половині ХІІ століття на кошти торговельно-ремісничих об'єднань були збудовані храми, зокрема, церква Богородиці Пирогощі (Києво-Подільський Успенський собор). У XV столітті Житній ринок — основний торговельний центр міста. Тут двічі на рік збирався ярмарок. Він і далі лишався одним з головних торговельних центрів, чому значною мірою сприяла наближеність до Дніпра та гавані.
10 квітня 1919 року ринок став одним із центрів Куренівського повстання проти більшовиків у Києві.
У 1980 році відкрили нову будівлю Житнього критого ринку, зведеного за проектом архітекторів О.Моніної, В.Штолько і конструктора Б.Беднарського. З нагоди святкування 1500-річчя Києва фасад ринку оздобили металевим панно «Із варяг у греки» художника Анатолія Домнича.
Розташований на Житньоторзькій площі.

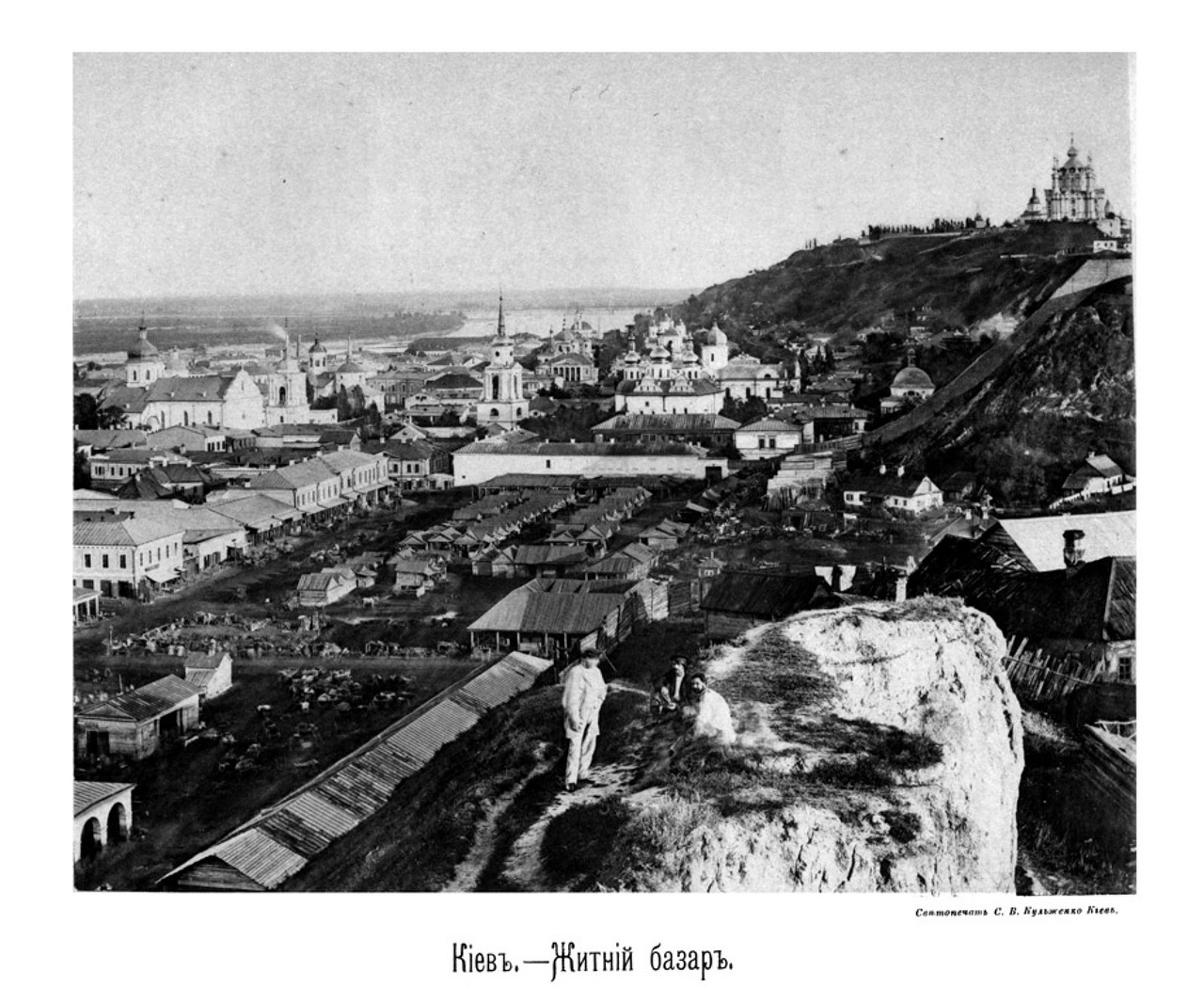
Вид на ринок, 1888 рік
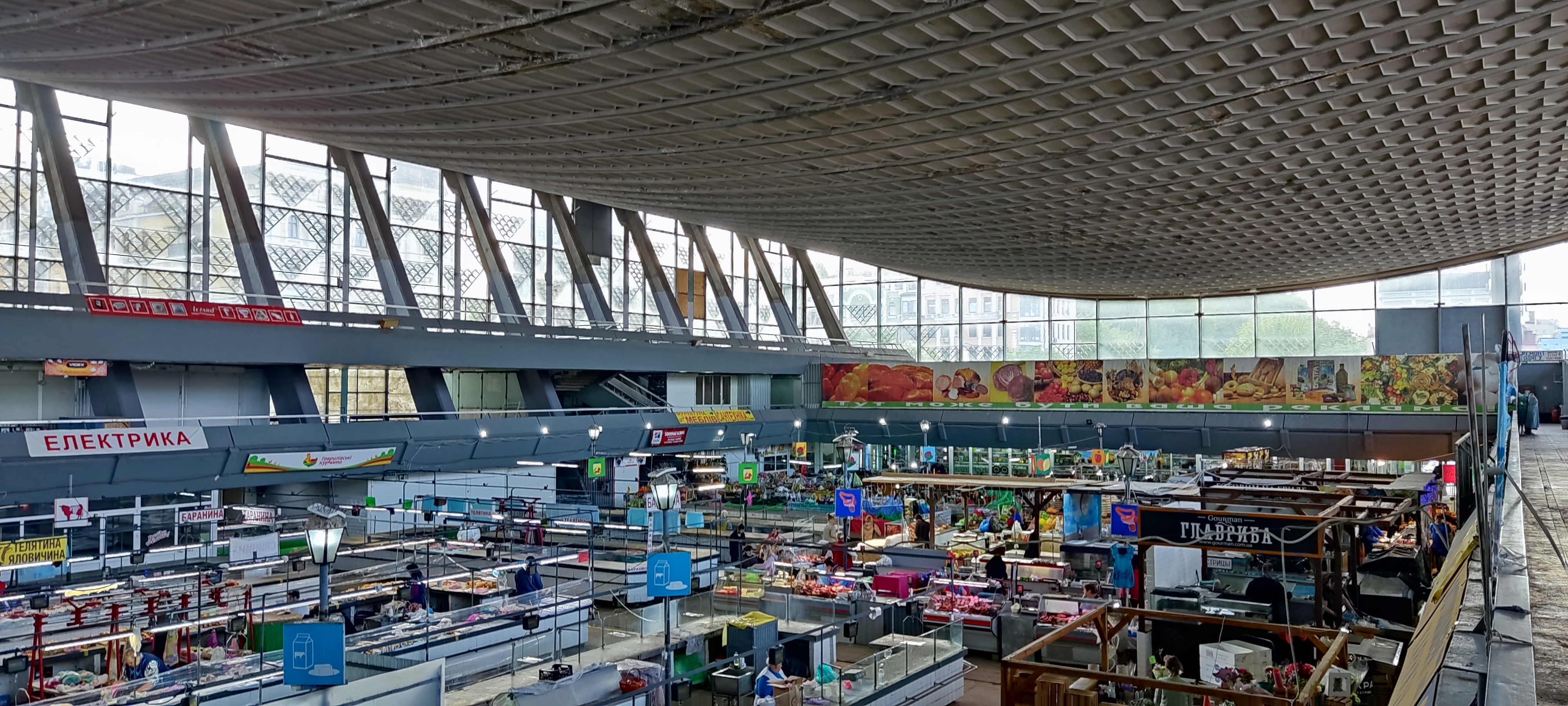
Всередині ринку, 2021 рік
Фрагмент панно «Із варяг у греки»
Фрагмент панно «Із варяг у греки»